# Trolebuses de Rosario
Los trolebuses de Rosario son un servicio de transporte urbano de pasajeros de la ciudad de Rosario (Argentina). Se inauguraron el 24 de mayo de 1959 siendo uno de los medios de transporte más concurridos de la ciudad.
En 2023 se encuentran en funcionamiento la línea K y la línea Q.
Rosario, con el servicio municipalizado, tiene un plus frente a Córdoba y a Mendoza, pues en la zona se desarrolló tecnología para el transporte eléctrico: el proyecto Electrobús (1982) ―vehículo propulsado a baterías― y luego el Prototipo de Trolebús (1988) construido en Rosario por dos industrias desaparecidas: la empresa carrocera Cametal y la empresa eléctrica Cramaco. Este vehículo circuló a prueba en la Ciudad de México con éxito.

## Historia

### Primera etapa
El 19 de junio de 1958, de manera simbólica, y el 24 de mayo del año siguiente en forma efectiva, se inauguró el servicio que vino a reemplazar a los viejos tranvías eléctricos (existentes desde 1910).
Eran diez unidades alemanas MAN que atendían a la primera línea G. Esta unía la plaza Sarmiento con la intersección de avenida San Martín y Saavedra, lugar en el que existía una miniterminal para hacer combinaciones hacia la zona sur. Con el tiempo se extendió hasta Salta y Paraguay, luego llegó a calle San Nicolás, y dos años después hasta la Estación terminal de ómnibus Mariano Moreno.
A fines de 1959, la municipalidad compró 40 unidades al consorcio italiano FIAT-Alfa Romeo-CGE (Compagnia Generale di Elettricità: Compañía General de Electricidad, de Milán). El 15 de abril de 1960 se habilitó la línea H con un recorrido que iba desde la plaza Sarmiento hasta el límite norte de la ciudad con Granadero Baigorria.
Entre agosto y diciembre de 1961, fueron llegando a Rosario los flamantes Fiat permitiendo ampliar la red con la creación de nuevas líneas. Para reforzar el servicio de la línea H, en septiembre de 1961 se incorpora la línea J que unía la plaza Sarmiento con la plaza Alberdi.

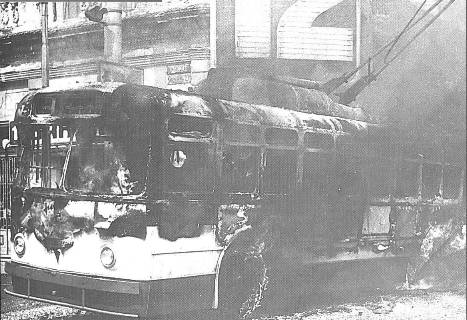
Uno de los troles Fiat siniestrados en el Rosariazo (mayo a septiembre de 1969).

El 3 de diciembre de 1961 se inicia la línea K con un recorrido desde la esquina de avenida Pellegrini y Necochea hasta Mendoza y Nicaragua. Su flota estuvo compuesta enteramente por unidades Fiat.
Al igual que lo ocurrido con la H, la K también experimentó una fuerte demanda, lo que motivó a implementar el 8 de enero de 1962 la línea L, que desde avenida Pellegrini y Necochea llegaba hasta bulevar Avellaneda y Mendoza. Por petición de los vecinos, en 1964 amplió su recorrido hasta Nueve de Julio y Paraná, frente a la Estación Rosario Oeste del ferrocarril General Belgrano.
En 1967 para optimizar el uso de la flota se fusionaron las líneas G y J, originando la línea M para unir San Martín y Muñoz con la terminal de Ómnibus (en la esquina de Santa Fe y Cafferata). Así entonces quedarían las líneas M, H y K funcionando con 45 unidades en total.

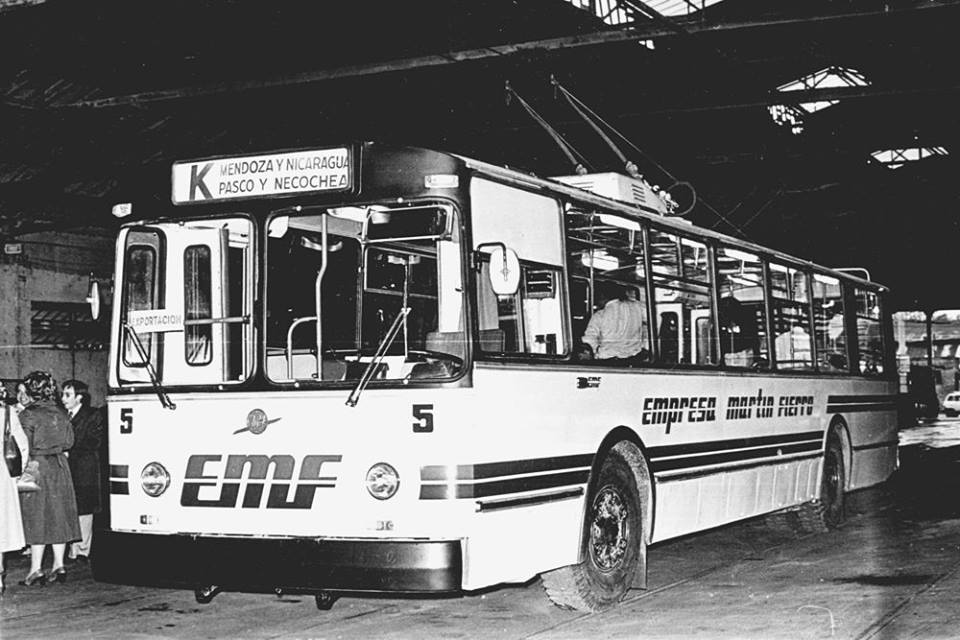
Trolebús ZIU-9 de la línea K.

El 16 de septiembre de 1969, en el marco del Rosariazo ―las manifestaciones populares que se realizaron en Rosario entre mayo y septiembre de 1969 contra la dictadura de Onganía― destruyeron 8 troles Fiat y 3 MAN, mientras que otros 14 quedaron con daños de distinta consideración. La municipalidad ordenó no reparar esas unidades, por lo que tuvo que cesar el servicio de la línea H. Las 32 unidades sobrevivientes cubrieron los servicios de las líneas K y M.
En 1970, la municipalidad compró 12 troles 0 km (‘nuevos’) marca Mercedes Benz que se habían fabricado en 1953 y se habían destinado a la ciudad de Bahía Blanca), más otros 11 troles usados provenientes de Mendoza, que ya estaban fuera de circulación.
En 1971, con estas 23 unidades se reimplantó el servicio de la línea H.
En 1979, durante la ola de privatizaciones perpetrada por la dictadura cívico-militar argentina (1976-1983) el servicio de trolebuses fue privatizado.
En mayo de 1980, la empresa concesionaria incorporó 5 coches soviéticos ZIU de gran tamaño y con tres puertas. Causaron gran impresión por su tamaño y capacidad interior además de poseer suspensión neumática. Contaban con una puerta delantera para ascenso y dos para descenso: una en el medio y otra en la parte trasera del vehículo. A poco de ser puestos en servicios la puerta del medio fue clausurada. Prestaron servicio durante solo cuatro años, ya que fueron muy mal mantenidos, y en 1984 fueron desguazados.

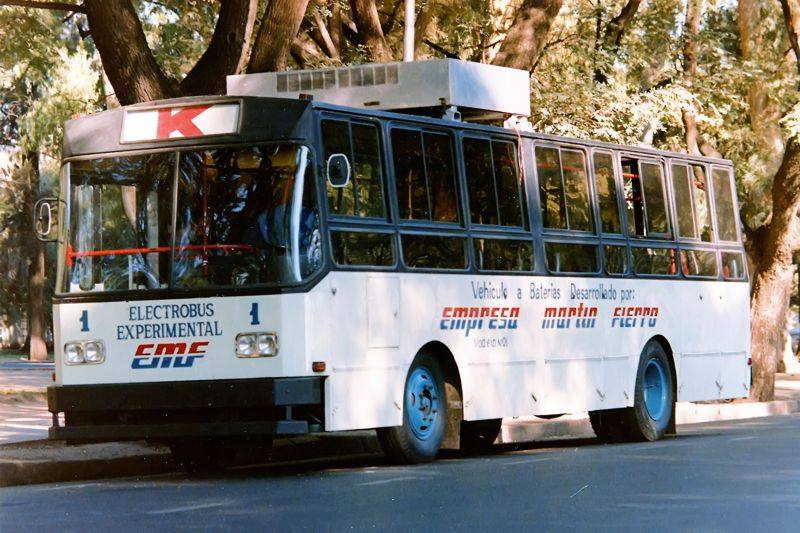
Imagen de uno de los Electrobús de la línea K, con los cuales se intentó reemplazar el trolebús en la ciudad

Tras una larga serie de vicisitudes y malos manejos por parte de la empresa concesionaria privada, los trolebuses fueron decayendo en calidad de servicio y mantenimiento, y fueron reemplazados paulatinamente por unidades gasoleras, fusionando líneas y eliminando otras.
El 31 de diciembre de 1992 circularon por última vez en esta primera etapa los trolebuses en la línea K (última que quedaba en servicio).

### Segunda etapa
Tras un nuevo llamado a licitación, a fines de noviembre de 1992, se otorgó la concesión de la línea K a la Unión Transitoria de Empresas integrada por las firmas Capse S.A. (concesionaria del alumbrado público) y Molino Blanco S.R.L. (concesionaria de las líneas 133 y 143 del transporte urbano de pasajeros) que se denominó ECO-Bus.
Se le otorga un plazo de 180 días para comenzar a operar con trolebuses O km, aunque hubo que prorrogar dicho plazo. La concesión establecía una prestación por 15 años con opción a 5 más.
Los vehículos propuestos son los que circulan en la actualidad, chasis Volvo carrozados por la brasileña Marcopolo y con equipo Powertronics. La prestataria debía incorporar 20 unidades, renovar las subestaciones alimentadoras y poner en condiciones la red aérea. También debían ampliarse los extremos del recorrido: la Ciudad Universitaria por un lado y Mendoza y Wilde por el otro, este último se hizo parcialmente hasta Mendoza y Sánchez de Loria.
En 1994 llegan los Volvo/Marcopolo/Powertronics. Estos vehículos si bien eran 0 km fueron fabricados en Brasil en 1987 para un sistema de trolebuses de Belo Horizonte, algo que no se llevó a cabo y los coches quedaron guardados hasta este momento.
Pasada una década de prestación y tras la crisis del 2002, la empresa se presenta en convocatoria de acreedores y comienzan a surgir problemas con los trabajadores por sumas adeudadas. Los conflictos sindicales sumados a la mala relación que la concesionaria comenzó a tener con el municipio fueron los disparadores para que en octubre de 2004 se disponga la caducidad de la concesión y el día 25 de ese mismo mes la línea K pase a la órbita municipal a través de SEMTUR.

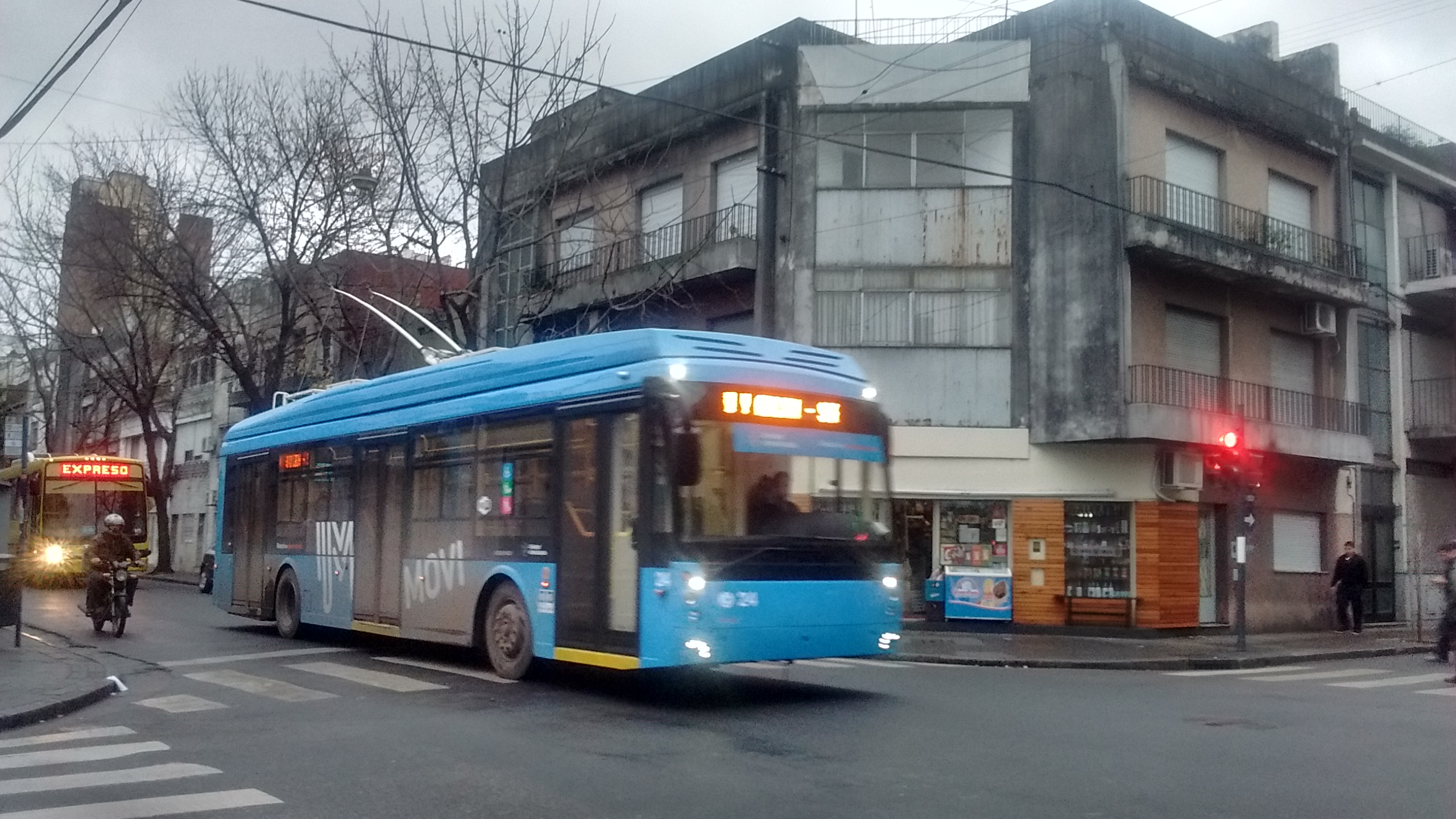
Un Trolza Megápolis de la línea Q, en la descendente por la calle Mendoza de la ciudad de Rosario (Argentina). Parte del recorrido lo hace sin catenarias.

En junio de 2005 se reparan integralmente los coches y salen a la calle luciendo los colores gris y naranja de S.E.M.T.U.R. Asimismo se repara el interno 5 que, víctima de un incendio, estuvo 10 años fuera de servicio. La flota se recompone y de 14 coches que había funcionando al tomar el servicio Semtur se logran poner en marcha los 20 que integran la totalidad.
En 2015 se inaugura una nueva vía incorporando doce coches eléctricos, rusos, para el corredor sudoeste, circulando por avenida Francia de manera autónoma con baterías, llegando al centro de la ciudad por calle Mendoza (ya con su pantógrafo sobre la catenaria de 600 V); y, finalizando en la Ciudad Universitaria El corredor eléctrico tiene longitud total de recorrido de 25,6 km (12,6 de ida y 13 km de vuelta). Con el objetivo de alcanzar un intervalo entre coches de 8 min.

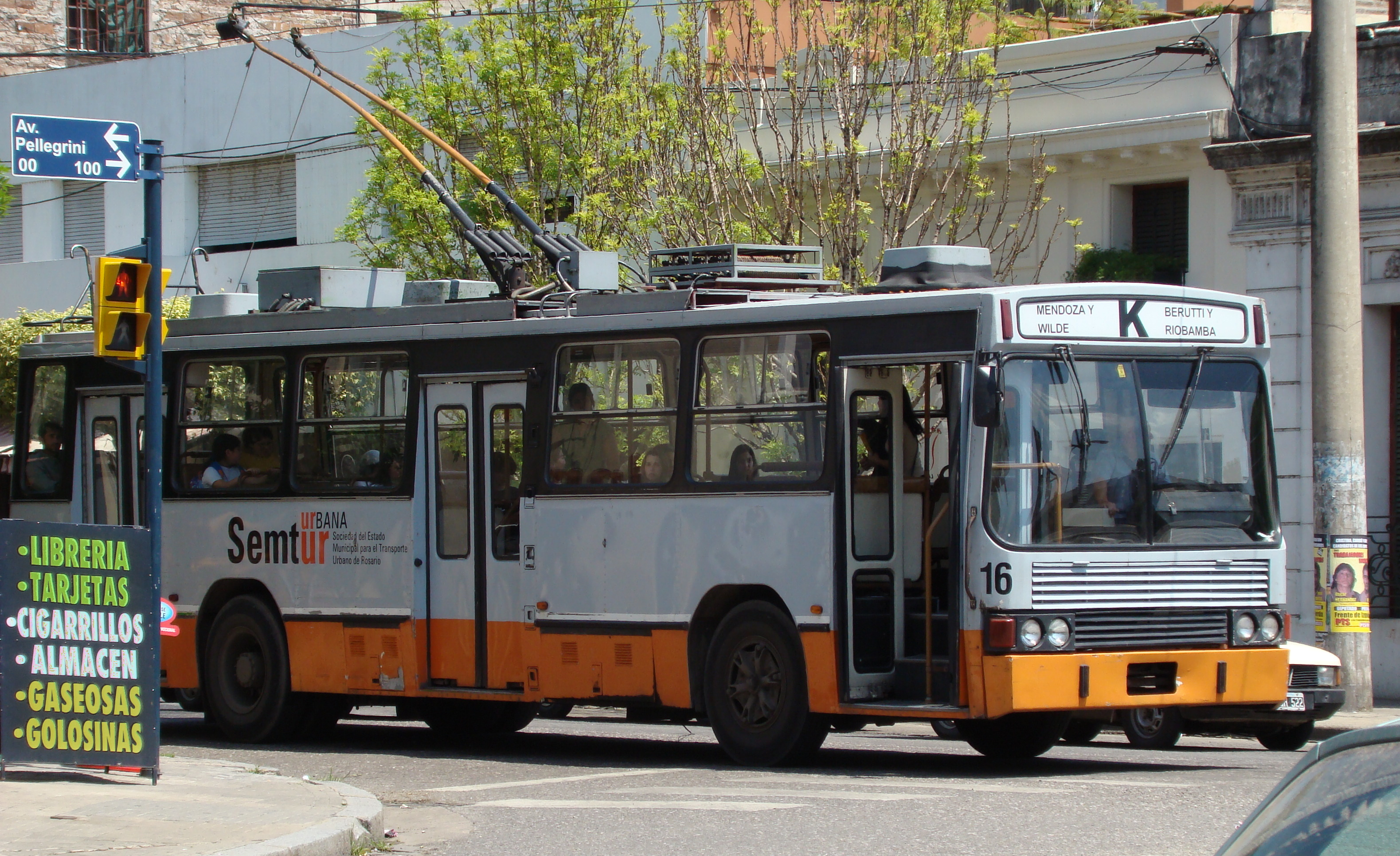
Coche Marcopolo de la línea K.

Efectivamente, en julio de 2017, se inauguró la línea Q, compuesta por una flota de coches rusos Trolza Megapolis. Al igual que la línea K, es operada por MOVI, conectando la zona sur y centro de la ciudad.
En 2022, la línea K recibió unidades modificadas a partir de chasis de colectivos gasoleros, de líneas provenientes de Buenos Aires y de Rosario que habían sido dados de baja. Se armaron en la ciudad de Rosario. Fueron puesto en marcha bajo los internos 33 y 34. Los primeros fueron pintados de color celeste por la empresa estatal MOVI. Los anteriores coches fueron modificados, en el 2011, preservando el color naranja y gris, con excepción del interno 08 que continúa con su apariencia original desde su adquisición y fue declarado como patrimonio histórico de la ciudad de Rosario.
En enero de 2023, la municipalidad de Rosario anunció que la línea Q sería suspendida provisionalmente por problemas con las baterías internas, producto de las altas temperaturas, lo que dificultaba el recorrido autónomo. Estos coches, funcionales conectados a la catenaria, realizarían el recorrido de la línea K de manera temporal.

## Características técnicas

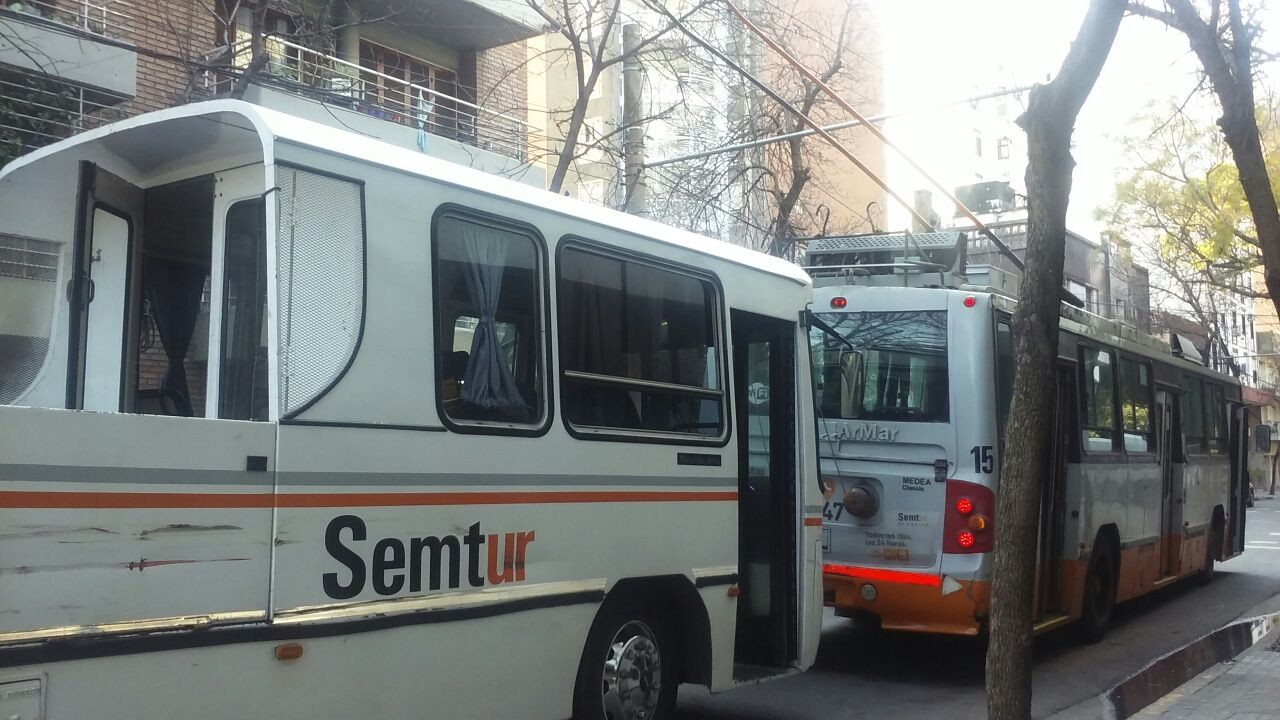
Coche de la carrocera Armar de la línea K bajo reparación con un coche de mantenimiento.

### Unidades
| Cantidad y numeración                   | 20 unidades (N.º 1 a N.º 20)                   |
| Año de fabricación / puesta en servicio | 1987 / 1994                                    |
| Chasis y mecánica                       | Volvo B58 (Brasil)                             |
| Carrocería                              | Marcopolo Torino                               |
| Equipo eléctrico                        | POWERTRONICS / AVIBRAS                         |
| Largo / Ancho / Alto                    | 12 / 2,54 / 3,48 m (con lanzas bajas)          |
| Pasajeros sentados / Total              | 39 / 110                                       |
| Sistema de control eléctrico            | Electrónico tipo "chopper" a frecuencia fija   |
| Motor de tracción / Potencia            | Villares / 110 kW                              |
| Velocidad máxima                        | 60 km/h                                        |
| Aceleración máxima                      | 1,3 m/s                                        |
| Frenos / Dirección / Suspensión         | Eléctrico y neumático / Hidráulica / Neumática |

### Alimentación
La línea aérea de contacto es del tipo elástico, sistema "Kummler & Matter" con hilo de contacto de 85-100 mm² y opera a una tensión de 600 V CC.

## Forma de cobro a los usuarios
Desde el 30 de septiembre de 2012 se establece el sistema de tarjeta sin contacto (TSC), que reemplazó la tarjeta magnética. Esta última fue eliminada de circulación, pero durante los meses posteriores a la implementación de la TSC pudieron seguir siendo utilizadas hasta el agotamiento de su crédito.
Viajan gratis los niños menores de 4 años, los jubilados y pensionados mayores de 69 años, los bomberos y el personal policial y penitenciario en servicio. Existen descuentos para estudiantes de nivel primario, medio, y terciario, con un pase para medio boleto estudiantíl.
Tarifas vigentes a partir del 26 de septiembre de 2022
Tarifa básica: 85,00 ARS
Valor tarifario bonificado en carga por 40 pasajes: 73,23 ARS
Valor tarifario bonificado en carga por 80 pasajes: 69,12 ARS
Tarifa estudiante y universitario 42,50 ARS
Boleto por hora (posterior al primer viaje cancelado/pagado) los restantes son gratuitos tanto en colectivo como en bicicletas públicas.

### Se implementa papel cero
A partir del 1 de enero de 2019 y en función de las normas vigentes, las canceladoras de todas las unidades del sistema dejan de emitir ticket, medida que acompaña a las numerosas políticas del Municipio en materia de sustentabilidad. Vale aclarar, que la supresión de papel no alteran los beneficios vigentes relacionados con franquicias, pases libres, trasbordos o viajes plus.